# ALCO RS-3
RS-3 — четырёхосный тепловоз, строившийся компаниями ALCO и MLW с мая 1950 года по август 1956 года.
Тепловоз имел 12-ти цилиндровый дизельный двигатель.
Всего было произведено 1370 тепловозов, в том числе 1265 для железных дорог США, 98 для железных дорог Канады, 7 для железных дорог Мексики. Однако впоследствии тепловозы попали также и в Испанию и Бразилию.
Кузов тепловоза выполнен по капотной схеме. Кузов опирается на две двухосные тележки. Колёсные пары тепловоза имеют буксы с подшипниками качения.
В 1964 году испанская железнодорожная компания Ferrocarril de Langreo приобрела для своих нужд четыре тепловоза.
Один из тепловозов находится в экспозиции железнодорожного музея в Дэнбери.